# Boryaceae
Boryaceae M.W.Chase, Rudall & Conran, 1997 è una famiglia di angiosperme monocotiledoni arboree dell'ordine Asparagales endemica dell'Australia.
L'aspetto arboreo di queste piante e il loro precedente collocamento all'interno della famiglia Liliaceae fecero sì che venisse loro dato il nome comune generico di lily trees ("alberi giglio").

## Distribuzione e habitat
Le Boryaceae sono piante native dell'Australia.
Sono piante che tollerano molto bene condizioni di siccità.

## Tassonomia
La famiglia comprende 13 specie in 2 generi:
- Alania Endl. (1 specie)
- Borya Labill. (12 spp.)

Prima di essere riconosciuti come un clade a sé stante entrambi i generi erano attribuiti alla famiglia delle Liliaceae o a quella delle Anthericaceae.